# Cucujomyces rotundatus
Cucujomyces rotundatus är en svampart som beskrevs av T. Majewski 1974. Cucujomyces rotundatus ingår i släktet Cucujomyces och familjen Laboulbeniaceae.   Inga underarter finns listade i Catalogue of Life.